# デジタルメディア協会
一般社団法人デジタルメディア協会（デジタルメディアきょうかい、Association of Media in Digital、略称: AMD）は、デジタルメディアのコンテンツ制作やサービス提供を行う事業者などで構成する業界団体。元総務省所管。

## 概要
一般社団法人デジタルメディア協会は、1994年（平成6年）に、郵政省管轄の社団法人「マルチメディア・タイトル制作者連盟」（Association of Multimedia Developers、略称: AMD）として設立された。マルチメディア振興に関わる団体としては、当時すでに通産省管轄のマルチメディアソフト振興協会（現・デジタルコンテンツ協会）が存在していたが、ハードやインフラ側のメーカーが主だったマルチメディアソフト振興協会に対し、AMDはコンテンツ制作側のメーカーが主となった。「デジタルコンテンツグランプリ」を主催するデジタルコンテンツ協会に対し、AMDは「AMDアワード」を主催し、クリエイターの育成に努めている。
設立された当初は、バンダイ社長の山科誠をAMD理事長とし、シナジー幾何学、オラシオン、デジタローグ、ボイジャーなど、CD-ROM等のデジタルメディアのコンテンツ制作やサービス提供を行う事業者が中心となって活動していた。当時は「マルチメディア」というと「CD-ROM」のことを主に指したが、その後、デジタルメディアの発展、ネットワークやモバイルの普及に伴い、「CD-ROM」に限らずネットワーク・コンテンツや新たなメディアを視野に入れ、「AMD」という略称はそのままで1999年（平成11年）に「デジタルメディア協会」に名称を変更した。
さらに、2007年に山科誠に代わってコーエー（現・コーエーテクモゲームス）会長の襟川恵子をAMD会長とし、コンテンツ提供側だけでなくインフラ側にも門戸を開く形で「新生AMD」となった。
現在は、約60社の会員で構成され、内外の業界関係者との交流、デジタルメディア・コンテンツ制作における著作権処理ルールの確立、新しいメディアに向けた制作技術への対応、流通機構に対する検討等、コンテンツ制作者共通の課題への対処などを中心に活動を進めている。

## 組織
- 所在：〒141-0022 東京都品川区東五反田1-9-4 五反田宏陽ビル2F
- 設立：1994年11月25日
- 理事長：襟川恵子（コーエーテクモホールディングス株式会社取締役名誉会長）